# Грејди (Арканзас)
Грејди (енгл. Grady) град је у америчкој савезној држави Арканзас.

## Демографија
По попису из 2010. године број становника је 449, што је 74 (-14,1%) становника мање него 2000. године.
| Група             | 2000.       | 2010.       |
| Белци             | 160 (30,6%) | 116 (25,8%) |
| Афроамериканци    | 344 (65,8%) | 307 (68,4%) |
| Азијати           | 1 (0,2%)    | 0 (0,0%)    |
| Хиспаноамериканци | 15 (2,9%)   | 16 (3,6%)   |
| Укупно            | 523         | 449         |